# コロンビア合衆国

コロンビア合衆国
Estados Unidos de Colombia  (スペイン語)

コロンビア合衆国の領土

コロンビア合衆国（コロンビアがっしゅうこく、スペイン語: Estados Unidos de Colombia）は、南アメリカ北部にかつて存在した国家。領域は現在のコロンビア、パナマの全土とブラジル、ペルーの各一部に及んでいた。

## 歴史
コロンビア内戦の結果、トマス・シプリアーノ・ド・モスケラらの自由主義者が政権を握り、1863年にリオネグロ憲法を制定した。当初は、グラナダ合衆国を名乗っていたが、5月8日にコロンビア合衆国と改名した。
この憲法の結果、ヌエバ・グラナダ共和国の時代から自治権を拡大してきた地方勢力は政治的・軍事的な権力を制約された。それにより局所的な内戦や1876年の内戦が起こるなど不安定な状態となった。1884年の内戦を鎮圧した保守派の大統領ラファエル・ヌニェスは、1886年に中央集権的な1886年コロンビア憲法を制定し、連邦国家から共和制の単一国家に移行した。